# Altopiano dell'Argimusco

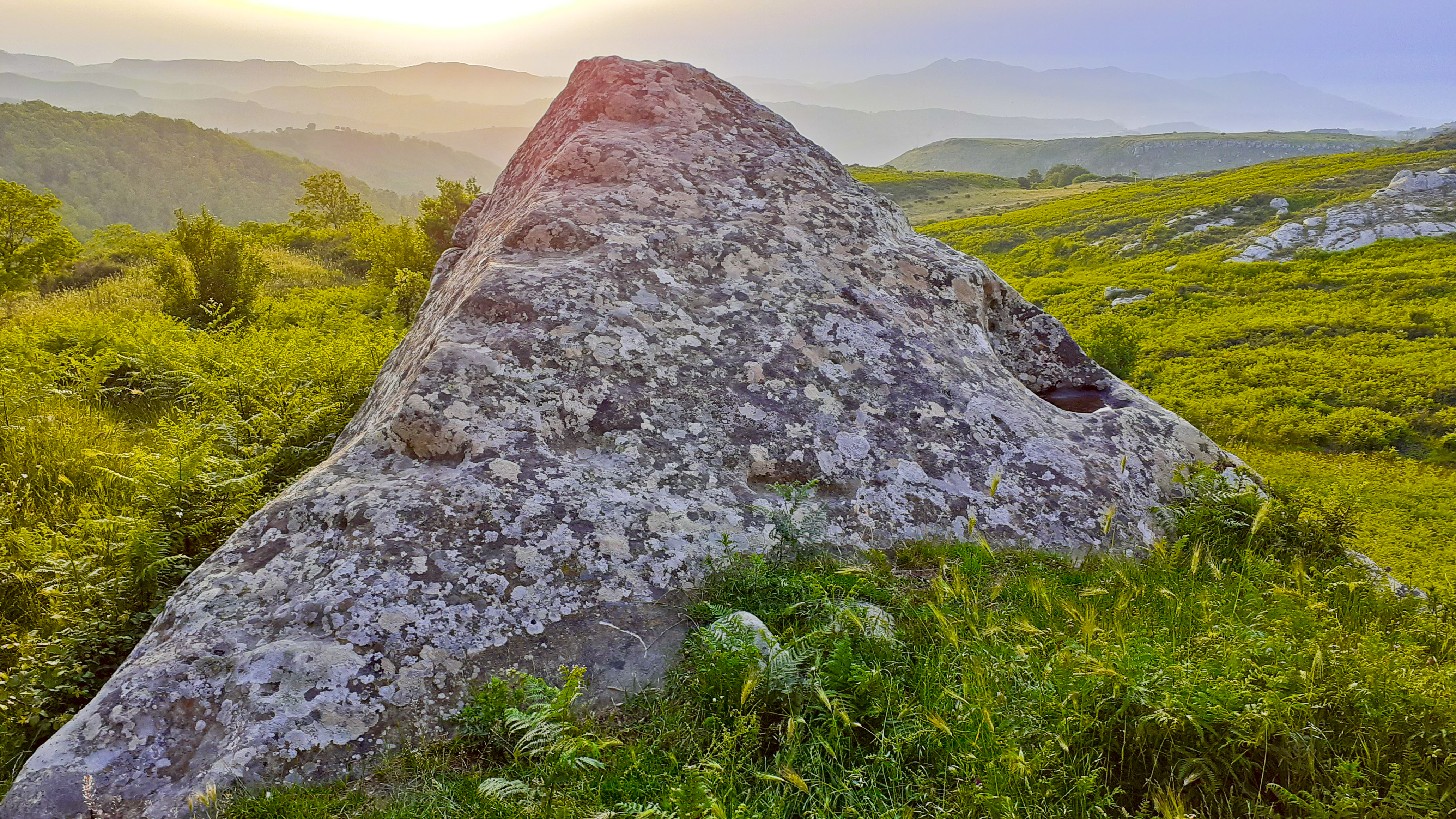

L'Argimusco è un altopiano che si trova in Sicilia, poco a nord dell'Etna, all'incirca al confine tra i monti Nebrodi e i Peloritani, ed è diviso amministrativamente tra i comuni di Montalbano Elicona, Tripi (che sorge sul sito dell'antica Abacaenum) e Roccella Valdemone.
L'altopiano è molto panoramico in quanto si possono ammirare da vicino l'Etna, le isole Eolie, le curiose montagne Rocca Salvatesta e Montagna di Vernà, capo Tindari, capo Calavà e capo Milazzo. Esso è parte della Riserva naturale orientata Bosco di Malabotta.

## Il sito
In questa zona sorgono numerosi roccioni di arenaria quarzosa modellati in forma curiosa e suggestiva. Le pietre possiedono particolari forme, antropomorfe e zoomorfe, la cui natura è da associare all'erosione eolica sebbene la tradizione popolare le attribuisca ad un antico intervento umano.
Non esistono evidenze di presenze umane nella zona, per questo gli archeologi ritengono che i cosiddetti megaliti siano opera del vento.

### Ricerche e studi
Sono stati eseguiti anche degli studi di astronomia culturale da parte di Andrea Orlando, dottore di ricerca in astrofisica nucleare e presidente dell'Istituto di Archeoastronomia Siciliana, in merito alla possibile presenza di allineamenti astronomici delle rocce e quindi di una funzione rituale o persino calendariale del luogo.
Altri studi sui possibili allineamenti sono stati eseguiti da Paul Devins, il quale, ritenendo le rocce modellate dall'uomo ne colloca la realizzazione in epoca tardo-medievale o addirittura successiva per alcune sue parti.
Nel giugno 2015 SB Research Group dell'Università di Trieste ha eseguito dei rilevamenti acustici alla ricerca di risonanze acustiche tra le rocce dell'altipiano.

## Eventi

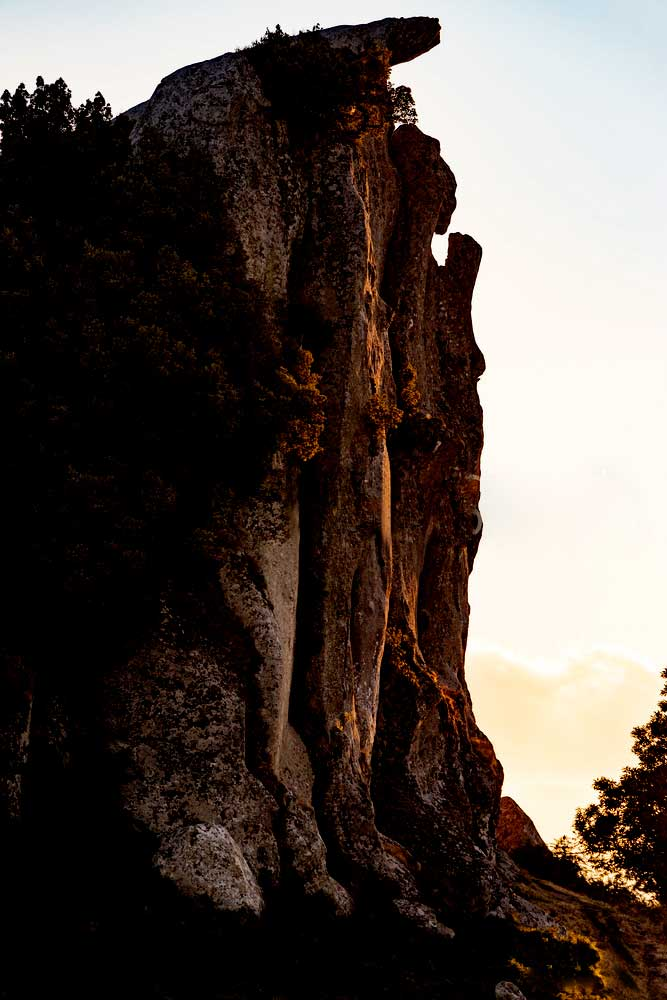
Rupe dell'acqua - Orante

Nell'intento di valorizzare il luogo e diffonderne la conoscenza nel 2012 è nato il Festival di Archeoastronomia 'Pietre&Stelle', un evento che lega la valenza paesaggistica e archeologica del luogo con il cielo. Nel 2014, tra gli ospiti d'onore della kermesse culturale vi è stato anche Franco Battiato.
Il sito compare nel video della canzone Torneremo ancora di Franco Battiato, con la regia di Giuseppe La Spada, che sceglie la location per la valenza spirituale.